# Melasina alluaudiella
Melasina alluaudiella är en fjärilsart som beskrevs av Pierre E.L. Viette 1954. Melasina alluaudiella ingår i släktet Melasina och familjen säckspinnare. Inga underarter finns listade i Catalogue of Life.